# Cimego
Cimego is een gemeente in de Italiaanse provincie Trente (regio Trentino-Zuid-Tirol) en telt 418 inwoners (31-12-2004). De oppervlakte bedraagt 10,5 km², de bevolkingsdichtheid is 40 inwoners per km².

## Demografie
Cimego telt ongeveer 180 huishoudens. Het aantal inwoners steeg in de periode 1991-2001 met 2,0% volgens cijfers uit de tienjaarlijkse volkstellingen van ISTAT.
| Jaar | Inwoneraantal |
| ---- | ------------- |
| 1991 | 399           |
| 2001 | 407           |

## Geografie
Cimego grenst aan de volgende gemeenten: Daone, Pieve di Bono, Condino, Castel Condino, Tiarno di Sotto, Tiarno di Sopra.